# 桧原城
桧原城（ひばらじょう）は、福島県北塩原村にあった戦国時代の日本の城。別名小谷山城。1585年（天正13年）に米沢城主伊達政宗によって築城された。山頂部の標高は950m。現在は山頂部に空堀や土塁、郭、虎口などの遺構が残っている。

## 歴史・沿革

### 築城の経緯
桧原城のある福島県北塩原村桧原地区（桧原湖北部。なお、築城当時桧原湖はなかった。）は穴沢氏という土豪が支配する地域であった。穴沢氏は会津領主の蘆名氏に従っており、そのため、桧原地域は伊達氏領と境を接する地域でもあった。永禄年間に伊達輝宗は2度もこの地域を攻めているが、穴沢俊恒・俊光によって撃退されている。1584年（天正12年）11月（一説には1585年5月）、伊達氏家督を継いだばかりの政宗は桧原峠（山形県米沢市と福島県北塩原村の境）より会津領へ侵入した。穴沢氏は一族の裏切りもあって一族郎党悉く伊達勢に討たれ、桧原は伊達氏領になった。その際に築城したのが桧原城であった。政宗家臣・後藤信康が城番を命じられ、以後、摺上原の戦いで蘆名氏が滅亡するまで城番にあたった。

### 城の役割
桧原城のある桧原地域は1585年（天正13年）以降は伊達氏領の蘆名氏領に対する最前線地域になった。桧原城から約5キロ南には蘆名氏の柏木城があり、まさに伊達氏領と蘆名氏領の境界を監視するための城である。このような城を「境目の城」ともいう。後藤信康は約4年桧原城の城番の任務を担い、政宗は労をねぎらいながらも指示を与える書状を信康へたびたび送っている。桧原地域は現在でも約2mの積雪があり、しかも最前線であることから蘆名勢の襲来もあり、境界監視はかなり厳しい任務であったと思われる。しかし、信康は桧原城を守りきり、1589年（天正17年）の蘆名氏攻めの際は原田宗時が桧原城より出撃し、蘆名氏の後方攪乱を行っている。なお、城は蘆名氏滅亡によってその役割を終え、廃城になったと思われる。

## 周辺

### 関連史跡
桧原城跡より桧原湖畔を西へ向かうと穴沢一族の五輪塔が数基ある。これは政宗の桧原攻めで滅んだ穴沢一族のものであると思われる。また、城跡近くには『会津米沢街道桧原歴史館』という施設もあり、穴沢氏や桧原城に関する展示もある。